# Jean Sauvagnargues

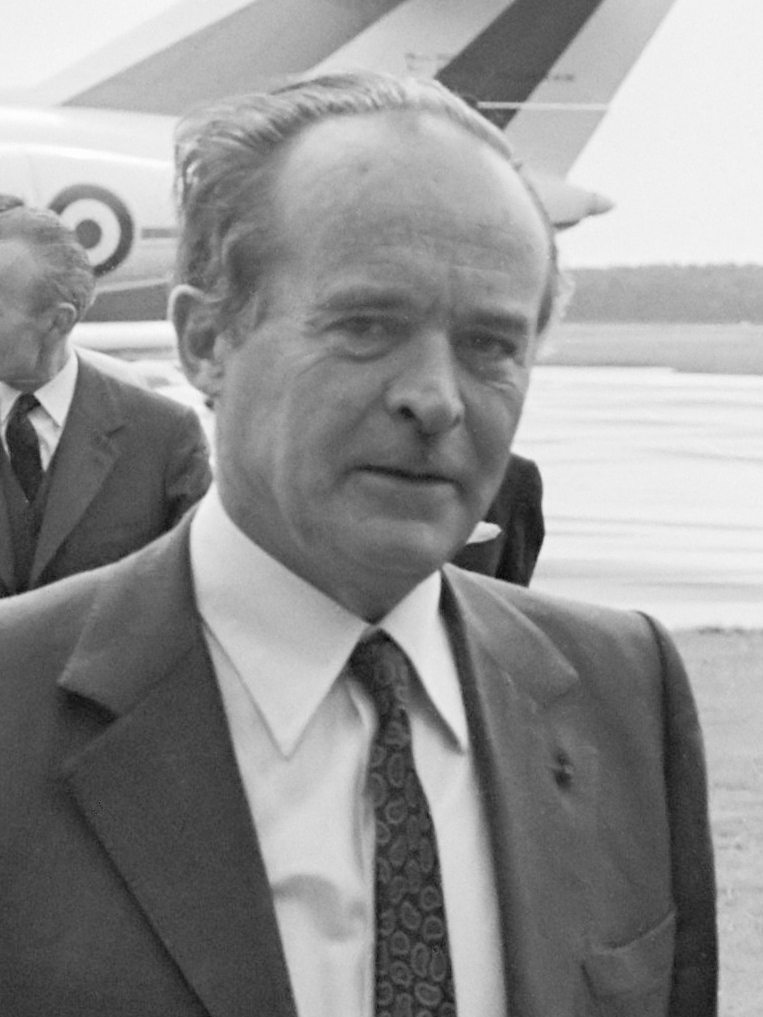
Jean Sauvagnargues (1974)

Jean Sauvagnargues (* 2. April 1915 in Paris; † 6. August 2002 ebenda) war ein französischer Diplomat und Politiker.

## Studium und diplomatische Laufbahn

### Zweiter Weltkrieg und Mitarbeiter de Gaulles
Der Sohn eines Lehrers absolvierte ein Studium der Germanistik an der École normale supérieure. 1940 wurde er nach der Besetzung Frankreichs durch die deutsche Wehrmacht gefangen genommen. Nach seiner Flucht wurde er noch während des Zweiten Weltkrieges 1941 Mitarbeiter des Außenministeriums der Vichy-Regierung. Allerdings schloss er sich 1943 der in Algerien durch Charles de Gaulle gegründeten Bewegung Freies Frankreich an und war mit dem Beginn der Befreiung Frankreichs durch die Alliierten Streitkräfte 1944 Mitarbeiter im Kabinett von de Gaulle.

### Aufstieg zum Botschafter
Nach dem Zweiten Weltkrieg wurde er Mitarbeiter der Kommission für deutsche und österreichische Angelegenheiten des Außenministeriums. In dieser Funktion war er auch Mitglied der Delegation zur Verhandlung der Wiedereingliederung des Saarlandes in die Bundesrepublik.
Von 1955 bis 1960 war Sauvagnargues zunächst Botschafter in Äthiopien und anschließend Mitarbeiter der Abteilung für Afrika des Außenministeriums. Von 1962 bis 1970 war er Botschafter in Tunesien.

### Botschafter in Bonn und deutsch-französische Beziehungen
1970 kehrte er zu seinem ursprünglichen Fachgebiet Außenpolitik zurück und wurde zum Botschafter in der Bundesrepublik Deutschland ernannt. In diesem Amt engagierte er sich stark für die deutsch-französischen Beziehungen und wirkte an den Verhandlungen über das Viermächteabkommen über Berlin mit (1970–1971). Erst nach über 17 Monaten und insgesamt knapp 152 Konferenzstunden der Botschafter stand das Abkommen endlich, in dem die Sowjetunion den uneingeschränkten Transitverkehr zwischen der Bundesrepublik und West-Berlin und damit die Lebensfähigkeit des freien Teils der Stadt zusicherte.

### Außenminister 1974–1976 und Botschafter in London
Nach der Wahl von Valéry Giscard d’Estaing zum Präsidenten wollte dieser die deutsch-französischen Beziehungen verstärken. Am 28. Mai 1974 wurde Sauvagnargues zum Außenminister in das erste Kabinett von Jacques Chirac berufen. Während seiner bis zum 27. August 1976 dauernden Amtszeit war er auch Präsident des Rats der Europäischen Union im zweiten Halbjahr 1974 und folgte in diesem Amt Walter Scheel, der zuvor zum deutschen Bundespräsidenten gewählt wurde.
Nachdem Präsident Giscard d’Estaing Premierminister Chirac entließ und durch Raymond Barre ersetzte, verlor auch er sein Amt als Außenminister. Nach seiner Ablösung durch Louis de Guiringaud war er 1976 bis 1981 Botschafter in Großbritannien.

## Biographische Quellen
- "No One Here But Us Liberals", Artikel im TIME-Magazine vom 10. Juni 1974
- Jessel, Stephen: "Germanophile ambassador". Nachruf in „The Guardian“, 12. August 2002
- Wiegers, Martin: "Handwerker der Macht". Nachruf in „Die Welt“, 17. August 2002

## Hintergrundinformationen
- Deutsch-Französische Beziehungen auf der Homepage der Botschaft in Berlin
- Viermächteabkommen über Berlin vom 3. September 1971
- Lewin, André: "Les acteurs de la politique africaine de la France". Artikel über die französische Afrikapolitik nach dem Zweiten Weltkrieg

| Personendaten    | Personendaten                        |
| ---------------- | ------------------------------------ |
| NAME             | Sauvagnargues, Jean                  |
| KURZBESCHREIBUNG | französischer Diplomat und Politiker |
| GEBURTSDATUM     | 2. April 1915                        |
| GEBURTSORT       | Paris                                |
| STERBEDATUM      | 6. August 2002                       |
| STERBEORT        | Paris                                |